# Real Betis Balompié 2018-2019
Questa voce raccoglie le informazioni riguardanti il Real Betis Balompié nelle competizioni ufficiali della stagione 2018-2019.

## Maglie e sponsor
| Casa | Trasferta | Terza divisa |

Sponsor ufficiale: easyMarkets
Fornitore tecnico: Kappa

## Organico

### Rosa
In corsivo i calciatori ceduti durante la stagione
| N. |                     | Ruolo | Calciatore       |
| -- | ------------------- | ----- | ---------------- |
| 1  | Spagna (bandiera)   | P     | Joel Robles      |
| 2  | Spagna (bandiera)   | C     | Francis Guerrero |
| 3  | Spagna (bandiera)   | C     | Javi García      |
| 4  | Marocco (bandiera)  | D     | Zouhair Feddal   |
| 5  | Spagna (bandiera)   | D     | Marc Bartra      |
| 6  | Spagna (bandiera)   | C     | Sergio Canales   |
| 7  | Spagna (bandiera)   | A     | Sergio León      |
| 8  | Giappone (bandiera) | C     | Takashi Inui     |
| 9  | Paraguay (bandiera) | A     | Antonio Sanabria |
| 10 | Algeria (bandiera)  | C     | Ryad Boudebouz   |
| 10 | Spagna (bandiera)   | A     | Jesé             |
| 11 | Spagna (bandiera)   | A     | Cristian Tello   |
| 12 | Brasile (bandiera)  | D     | Sidnei           |

| N. |                       | Ruolo | Calciatore         |
| -- | --------------------- | ----- | ------------------ |
| 13 | Spagna (bandiera)     | P     | Pau López          |
| 14 | Portogallo (bandiera) | C     | William Carvalho   |
| 16 | Spagna (bandiera)     | A     | Loren Morón        |
| 17 | Spagna (bandiera)     | A     | Joaquín (capitano) |
| 18 | Messico (bandiera)    | C     | Andrés Guardado    |
| 19 | Spagna (bandiera)     | D     | Antonio Barragán   |
| 20 | Spagna (bandiera)     | D     | Junior Firpo       |
| 21 | Argentina (bandiera)  | C     | Giovani Lo Celso   |
| 22 | Messico (bandiera)    | C     | Diego Lainez       |
| 23 | Algeria (bandiera)    | D     | Aïssa Mandi        |
| 24 | Brasile (bandiera)    | D     | Emerson Royal      |
| 33 | Spagna (bandiera)     | C     | Rober              |
| 34 | Camerun (bandiera)    | C     | Wilfrid Kaptoum    |

## Calciomercato

### Sessione estiva
| Acquisti         | Acquisti          | Acquisti            | Acquisti                   |
| R.               | Nome              | da                  | Modalità                   |
| ---------------- | ----------------- | ------------------- | -------------------------- |
| C                | William Carvalho  | Sporting Lisbona    | definitivo (16 milioni €)  |
| D                | Sidnei            | Deportivo La Coruña | definitivo (4,5 milioni €) |
| C                | Giovanni Lo Celso | Paris Saint-Germain | prestito (3 milioni €)     |
| D                | Antonio Barragán  | Middlesbrough       | definitivo (1 milione €)   |
| A                | Takashi Inui      | Eibar               | gratuito                   |
| C                | Sergio Canales    | Real Sociedad       | gratuito                   |
| P                | Pau López         | Espanyol            | gratuito                   |
| P                | Joel Robles       | Everton             | gratuito                   |
| Altre operazioni |                   |                     |                            |
| R.               | Nome              | da                  | Modalità                   |
| D                | Germán Pezzella   | Fiorentina          | fine prestito              |
| C                | Darko Brasanac    | Leganés             | fine prestito              |
| D                | Alin Tosca        | Benevento           | fine prestito              |
| A                | Álex Alegría      | Levante             | fine prestito              |
| A                | Juan Narváez      | Córdoba             | fine prestito              |

| Cessioni         | Cessioni         | Cessioni            | Cessioni                    |
| R.               | Nome             | da                  | Modalità                    |
| ---------------- | ---------------- | ------------------- | --------------------------- |
| C                | Fabián Ruiz      | Napoli              | definitivo (30 milioni €)   |
| D                | Germán Pezzella  | Fiorentina          | definitivo (9,75 milioni €) |
| D                | Riza Durmisi     | Lazio               | definitivo (7,5 milioni €)  |
| P                | Antonio Adán     | Atlético Madrid     | definitivo (1,5 milioni €)  |
| A                | Rubén Castro     | Las Palmas          | gratuito                    |
| D                | Rafa Navarro     | Alavés              | gratuito                    |
| P                | Dani Giménez     | Deportivo La Coruña | gratuito                    |
| C                | Víctor Camarasa  | Cardiff City        | prestito                    |
| C                | Darko Brasanac   | Alavés              | prestito                    |
| D                | Alin Tosca       | PAOK                | prestito                    |
| A                | Álex Alegría     | Rayo Vallecano      | prestito                    |
| A                | Juan Narváez     | Almería             | prestito                    |
| A                | Liberto Beltrán  | Leonesa             | prestito                    |
| Altre operazioni |                  |                     |                             |
| R.               | Nome             | da                  | Modalità                    |
| D                | Jordi Amat       | Swansea City        | fine prestito               |
| A                | Joel Campbell    | Arsenal             | fine prestito               |
| D                | Antonio Barragán | Middlesbrough       | fine prestito               |

### Sessione invernale
| Acquisti | Acquisti       | Acquisti            | Acquisti                  |
| R.       | Nome           | da                  | Modalità                  |
| -------- | -------------- | ------------------- | ------------------------- |
| A        | Diego Lainez   | América             | definitivo (14 milioni €) |
| D        | Emerson Royal  | Barcellona          | definitivo (6 milioni €)  |
| A        | Jesé Rodríguez | Paris Saint-Germain | prestito                  |

| Cessioni | Cessioni         | Cessioni   | Cessioni              |
| R.       | Nome             | da         | Modalità              |
| -------- | ---------------- | ---------- | --------------------- |
| A        | Antonio Sanabria | Genoa      | prestito (550 mila €) |
| C        | Ryad Boudebouz   | Celta Vigo | prestito              |
| A        | Takashi Inui     | Alavés     | prestito              |

## Risultati

### Primera División

#### Girone di andata
| Arbitro: | Iglesias Villanueva |

|  |           |                                 |
|  | Marcatori | 38’ Roger 54’, 90+5’ J. Morales |

| Vitoria-Gasteiz 25 agosto 2018, ore 18:15 CEST 2ª giornata | Alavés           | 0 – 0 referto | Real Betis | Mendizorrotza (12 490 spett.)\| Arbitro: \| González Fuertes \| |
| Arbitro:                                                   | González Fuertes |               |            |                                                                 |

| Arbitro: | Gil Manzano |

|             |           |  |
| Joaquín 80’ | Marcatori |  |

| Valencia 15 settembre 2018, ore 18:30 CEST 4ª giornata | Valencia            | 0 – 0 | Real Betis | Mestalla (40 050 spett.)\| Arbitro: \| Hernández Hernández \| |
| Arbitro:                                               | Hernández Hernández |       |            |                                                               |

| Arbitro: | Estrada Fernández |

|                        |           |                                |
| Bartra 51’ Canales 68’ | Marcatori | 7’ I. Williams 18’ Raúl García |

| Arbitro: | González González |

|  |           |           |
|  | Marcatori | 64’ Loren |

| Arbitro: | Sánchez Martínez |

|           |           |  |
| Loren 89’ | Marcatori |  |

| Arbitro: | Undiano Mallenco |

|               |           |  |
| Á. Correa 74’ | Marcatori |  |

| Arbitro: | Alberola Rojas |

|  |           |              |
|  | Marcatori | 35’ Antoñito |

| Arbitro: | Jaime Latre |

|                             |           |  |
| J. Molina 60’ Foulquier 62’ | Marcatori |  |

| Arbitro: | Estrada Fernández |

|                                 |           |                                   |
| Loren 33’ Firpo 57’ Canales 87’ | Marcatori | 63’, 84’ Maxi Gómez 69’ B. Méndez |

| Arbitro: | Mateu Lahoz |

|                                   |           |                                                |
| Messi 68’ (rig.), 90+2’ Vidal 79’ | Marcatori | 20’ Firpo 34’ Joaquín 71’ Lo Celso 83’ Canales |

| Arbitro: | Prieto Iglesias |

|                             |           |              |
| G. Moreno 52’ Chukwueze 54’ | Marcatori | 90’ Lo Celso |

| Arbitro: | Cuadra Fernández |

|           |           |  |
| Firpo 33’ | Marcatori |  |

| Arbitro: | Martínez Munuera |

|                                |           |  |
| Lo Celso 59’ (rig.) Sidnei 76’ | Marcatori |  |

| Arbitro: | Sánchez Martínez |

|                   |           |                                               |
| Sergio García 24’ | Marcatori | 43’ Lo Celso 85’ Tello 90+1’ (aut.) Ó. Duarte |

| Arbitro: | Del Cerro Grande |

|              |           |                     |
| Sanabria 21’ | Marcatori | 72’ (rig.) Orellana |

| Arbitro: | De Burgos Bengoetxea |

|                         |           |                     |
| Ferreiro 73’ Rivera 79’ | Marcatori | 55’ (rig.) Sanabria |

| Arbitro: | Hernández Hernández |

|             |           |                         |
| Canales 67’ | Marcatori | 13’ Modrić 88’ Ceballos |

#### Girone di ritorno
| Arbitro: | Cordero Vega |

|                                          |           |                           |
| Tello 12’ Loren 54’ Canales 90+4’ (rig.) | Marcatori | 36’ A. García 44’ Doumbia |

| Arbitro: | Estrada Fernández |

|             |           |  |
| Muniain 21’ | Marcatori |  |

| Arbitro: | Medié Jiménez |

|                    |           |  |
| Canales 65’ (rig.) | Marcatori |  |

| Arbitro: | Alberola Rojas |

|                         |           |  |
| En-Nesyri 22’, 36’, 66’ | Marcatori |  |

| Arbitro: | Mateu Lahoz |

|              |           |             |
| Lo Celso 15’ | Marcatori | 28’ Maripán |

| Arbitro: | González Fuertes |

|  |           |                         |
|  | Marcatori | 45+3’ Mandi 87’ Joaquín |

| Arbitro: | Martínez Munuera |

|             |           |                      |
| Joaquín 75’ | Marcatori | 20’ Cabrera 44’ Mata |

| Arbitro: | Estrada Fernández |

|  |           |          |
|  | Marcatori | 80’ Jesé |

| Arbitro: | De Burgos Bengoetxea |

|           |           |                                |
| Loren 82’ | Marcatori | 18’, 45’, 85’ Messi 63’ Suárez |

| Arbitro: | Mateu Lahoz |

|              |           |           |
| De Tomás 34’ | Marcatori | 81’ Tello |

| Arbitro: | Medié Jiménez |

|                          |           |             |
| Juanmi 17’ Oyarzabal 83’ | Marcatori | 56’ Canales |

| Arbitro: | Estrada Fernández |

|                   |           |                |
| Lo Celso 11’, 63’ | Marcatori | 13’ Funes Mori |

| Arbitro: | Hernández Hernández |

|                                      |           |                        |
| Munir 26’ Sarabia 59’ F. Vázquez 63’ | Marcatori | 55’ Lo Celso 82’ Tello |

| Arbitro: | Sánchez Martínez |

|                     |           |                 |
| Lo Celso 78’ (rig.) | Marcatori | 45’, 49’ Guedes |

| Arbitro: | Jaime Latre |

|                                                            |           |  |
| Campaña 9’ Loren 32’ (aut.) J. Morales 56’ (rig.) Coke 81’ | Marcatori |  |

| Arbitro: | Del Cerro Grande |

|              |           |            |
| Feddal 90+4’ | Marcatori | 37’ Darder |

| Arbitro: | Iglesias Villanueva |

|                |           |  |
| José Ángel 45’ | Marcatori |  |

| Arbitro: | Cordero Vega |

|                    |           |                   |
| Joaquín 22’, 90+8’ | Marcatori | 55’ (rig.) Juanpi |

| Arbitro: | Undiano Mallenco |

|  |           |                    |
|  | Marcatori | 61’ Loren 75’ Jesé |

### Coppa del Re

#### Sedicesimi di finale
| Arbitro: | Prieto Iglesias |

|  |           |                |
|  | Marcatori | 8’ (rig.) León |

| Arbitro: | Estrada Fernández |

|                                                        |           |  |
| Barragán 32’ Sanabria 59’ (rig.) León 69’ Lo Celso 89’ | Marcatori |  |

#### Ottavi di finale
| Siviglia 10 gennaio 2019, ore 19:30 CET Ottavi di finale - Andata | Real Betis  | 0 – 0 | Real Sociedad | Stadio Benito Villamarín (26 273 spett.)\| Arbitro: \| Jaime Latre \| |
| Arbitro:                                                          | Jaime Latre |       |               |                                                                       |

| Arbitro: | Prieto Iglesias |

|                         |           |                       |
| Zubeldia 40’ Merino 62’ | Marcatori | 37’ Canales 70’ Loren |

#### Quarti di finale
| Arbitro: | Mateu Lahoz |

|                    |           |              |
| Borja Iglesias 27’ | Marcatori | 81’ Sanabria |

| Arbitro: | De Burgos Bengoetxea |

|                                 |           |                   |
| Lo Celso 76’ León 95’ Mandi 99’ | Marcatori | 33’ Léo Baptistão |

#### Semifinali
| Arbitro: | Del Cerro Grande |

|                       |           |                             |
| Loren 45’ Joaquín 54’ | Marcatori | 70’ Cheryshev 90+2’ Gameiro |

| Arbitro: | González González |

|             |           |  |
| Rodrigo 56’ | Marcatori |  |

### UEFA Europa League

#### Fase a gironi
| Il Pireo 20 settembre 2018, ore 21:00 CEST 1ª giornata | Olympiacos       | 0 – 0 referto | Real Betis | Karaiskakis Stadium (28 650 spett.)\| Arbitro: \| Daniel Stefański \| |
| Arbitro:                                               | Daniel Stefański |               |            |                                                                       |

| Arbitro: | Andrew Dallas |

|                                     |           |  |
| Sanabria 56’ Lo Celso 80’ Tello 88’ | Marcatori |  |

| Arbitro: | Bas Nijhuis |

|             |           |                           |
| Cutrone 83’ | Marcatori | 30’ Sanabria 55’ Lo Celso |

| Arbitro: | Craig Pawson |

|              |           |          |
| Lo Celso 12’ | Marcatori | 62’ Suso |

| Arbitro: | Sergej Karasëv |

|             |           |  |
| Canales 39’ | Marcatori |  |

| Lussemburgo 13 dicembre 2018, ore 21:00 CET 6ª giornata | F91 Dudelange  | 0 – 0 referto | Real Betis | Stadio Josy Barthel (4 931 spett.)\| Arbitro: \| Peter Kralovič \| |
| Arbitro:                                                | Peter Kralovič |               |            |                                                                    |

#### Fase a eliminazione diretta
| Arbitro: | Anastasios Sidīropoulos |

|                                                       |           |                                    |
| Hunou 2’ Javi Garcia 10’ (aut.) Ben Arfa 45+3’ (rig.) | Marcatori | 32’ Lo Celso 62’ Sidnei 90’ Lainez |

| Arbitro: | Viktor Kassai |

|              |           |                                      |
| Lo Celso 41’ | Marcatori | 22’ Bensebaini 30’ Hunou 90+4’ Niang |

## Statistiche

### Statistiche di squadra
| Competizione     | Punti | In casa | In casa | In casa | In casa | In casa | In casa | In trasferta | In trasferta | In trasferta | In trasferta | In trasferta | In trasferta | Totale | Totale | Totale | Totale | Totale | Totale | DR |
| Competizione     | Punti | G       | V       | N       | P       | Gf      | Gs      | G            | V            | N            | P            | Gf           | Gs           | G      | V      | N      | P      | Gf     | Gs     | DR |
| ---------------- | ----- | ------- | ------- | ------- | ------- | ------- | ------- | ------------ | ------------ | ------------ | ------------ | ------------ | ------------ | ------ | ------ | ------ | ------ | ------ | ------ | -- |
| Primera División | 50    | 19      | 8       | 5       | 6       | 25      | 26      | 19           | 6            | 3            | 10           | 19           | 26           | 38     | 14     | 8      | 16     | 44     | 52     | -8 |
| Coppa del Re     | -     | 4       | 2       | 2       | 0       | 9       | 3       | 4            | 1            | 2            | 1            | 4            | 4            | 8      | 3      | 4      | 1      | 13     | 7      | +6 |
| Europa League    | -     | 4       | 2       | 1       | 1       | 6       | 4       | 4            | 1            | 3            | 0            | 5            | 4            | 8      | 3      | 4      | 1      | 11     | 8      | +3 |
| Totale           | -     | 27      | 12      | 8       | 7       | 40      | 33      | 27           | 8            | 8            | 11           | 28           | 34           | 54     | 20     | 16     | 18     | 68     | 67     | +1 |

### Andamento in campionato
| Giornata  | 1  | 2  | 3  | 4  | 5  | 6 | 7 | 8 | 9  | 10 | 11 | 12 | 13 | 14 | 15 | 16 | 17 | 18 | 19 | 20 | 21 | 22 | 23 | 24 | 25 | 26 | 27 | 28 | 29 | 30 | 31 | 32 | 33 | 34 | 35 | 36 | 37 | 38 |
| --------- | -- | -- | -- | -- | -- | - | - | - | -- | -- | -- | -- | -- | -- | -- | -- | -- | -- | -- | -- | -- | -- | -- | -- | -- | -- | -- | -- | -- | -- | -- | -- | -- | -- | -- | -- | -- | -- |
| Luogo     | C  | T  | C  | T  | C  | T | C | T | C  | T  | C  | T  | T  | C  | C  | T  | C  | T  | C  | C  | T  | C  | T  | C  | T  | C  | T  | C  | T  | T  | C  | T  | C  | T  | C  | T  | C  | T  |
| Risultato | P  | N  | V  | N  | N  | V | V | P | P  | P  | N  | V  | P  | V  | V  | V  | N  | P  | P  | V  | P  | V  | P  | N  | V  | P  | V  | P  | N  | P  | V  | P  | P  | P  | N  | P  | V  | V  |
| Posizione | 20 | 18 | 13 | 10 | 13 | 8 | 5 | 8 | 11 | 13 | 14 | 12 | 14 | 11 | 7  | 5  | 6  | 6  | 7  | 7  | 8  | 6  | 7  | 8  | 7  | 8  | 7  | 8  | 8  | 10 | 9  | 10 | 9  | 11 | 11 | 13 | 10 | 10 |

Legenda:

Luogo: C = Casa; T = Trasferta. Risultato: V = Vittoria; N = Pareggio; P = Sconfitta.